# Owen Crump
Owen Crump (* 30. Dezember 1903 in Muskogee, Oklahoma; † 13. Februar 1998 in West Hollywood, Kalifornien) war ein US-amerikanischer Drehbuchautor, Filmregisseur und Filmproduzent.

## Leben
Owen Crump wurde 1903 in Muskogee, Oklahoma, geboren. Seine erste Ehe ging er mit der Schauspielerin Isabel Jewell im Jahr 1936 ein, die 1941 geschieden wurde. Nach dieser Ehe heiratete er Lucile Fairbanks, die in den 1940er Jahren ebenfalls als Schauspielerin tätig war, diese Ehe hielt bis zu seinem Tod. Sein Schwiegervater Robert Fairbanks (1882–1948) arbeitete in verschiedenen Bereichen hinter der Kamera, war aber nicht so erfolgreich wie dessen Bruder Douglas Fairbanks senior und dessen Sohn Douglas Fairbanks junior.
Owen Crump verstarb am 13. Februar 1998 im Alter von 94 Jahren.

## Karriere
Am Anfang seiner Karriere verfasste Crump Drehbücher und war als Off-Sprecher der Propagandafilme für Warner Bros., die in den 1940er Jahren, zu Zeiten des Zweiten Weltkriegs, produziert und veröffentlicht wurden, tätig. So schrieb er die Geschichte zu dem im Jahr 1943 oscarnominierten Film Winning Your Wings mit James Stewart in der Kategorie Bester Dokumentarfilm. Im gleichen Jahr erarbeitete er das Drehbuch zum Kurzfilm Men of the Sky, in dem er zudem als Off-Sprecher zu hören war. Im Jahr 1951 war er als Produzent für den Dokumentar-Kurzfilm One Who Came Back verantwortlich und erhielt 1952 eine Oscar-Nominierung in der Kategorie Bester Dokumentar-Kurzfilm. In der gleichen Kategorie wurde auch The Seeing Eye nominiert, wobei Crump für die Regie verantwortlich war. Beide Filme verloren aber gegen Fred Zinnemanns Benjy. Im Jahr 1971 war er für das Filmdrama Zeppelin als Produzent und für die Story verantwortlich. Seine letzte Tätigkeit im Filmgeschäft war das Drehbuch für den Fernsehkurzfilm The Pink Panther in ‘Pink at First Sight’ im Jahr 1981.
In dem mit einem Oscar ausgezeichneten Dokumentarfilm Die letzten Tage von James Moll wurden Archivaufnahmen von Crump verwendet.

## Filmografie (Auswahl)
- 1941: White Sails (Kurzfilm)
- 1942: Winning Your Wings (Dokumentarfilm)
- 1942: Men of the Sky
- 1948: Der Herr der Silberminen (Silver River)
- 1951: One Who Came Back
- 1951: The Seeing Eye
- 1953: Die letzte Patrouille (Cease Fire!)
- 1953: Winter Paradise (Kurzdokumentarfilm)
- 1956: Time Stood Still (Kurzfilm)
- 1958: Menschenjagd im Dschungel (Manhunt in the Jungle)
- 1962: Immer Punkt 7 (The Couch)
- 1967: Wasserloch Nr. 3 (Waterhole No. 3)
- 1971: Zeppelin
- 1981: The Pink Panther in ‘Pink at First Sight’ (Fernsehkurzfilm)